# Наумовське сільське поселення (Томський район)
Нау́мовське сільське поселення (рос. Наумовское сельское поселение) — сільське поселення у складі Томського району Томської області Росії.
Адміністративний центр — село Наумовка.
Населення сільського поселення становить 674 особи (2019; 746 у 2010, 924 у 2002).
Станом на 2002 рік існувала Світлинська сільська рада (села Наумовка, Петропавловка, присілки Георгієвка, Киргизка, Надежда, селища Копилово, Світлий). 2005 року Киргизка, Копилово та Світлий увійшли до складу Томського міського округу, а всі інші населені пункти утворили Наумовське сільське поселення.

## Склад
До складу сільського поселення входять:
| Населений пункт      | Населення, осіб (2002) | Населення, осіб (2010) |
| -------------------- | ---------------------- | ---------------------- |
| Бобровка, присілок   | 0                      | 5                      |
| Георгієвка, присілок | 24                     | 33                     |
| Михайловка, присілок | 0                      | 0                      |
| Надежда, присілок    | 239                    | 105                    |
| Наумовка, село       | 569                    | 540                    |
| Петропавловка, село  | 92                     | 63                     |
| Покровка, присілок   | 0                      | -                      |